# Convulsie
Een convulsie, ook wel stuipen genoemd, is een abnormale en ongecontroleerde afwisseling van aanspanning en ontspanning van de spieren van het lichaam, wat kan leiden tot verkramping en schokken door het gehele lichaam. 
Een convulsie wordt vaak gezien als symptoom van een tonisch-clonisch epileptisch insult; daardoor wordt het vaak onterecht als een synoniem voor deze aanvallen gebruikt.

## Convulsies bij epilepsie
Een convulsieve aanval wordt bij epilepsie vaak gezien ten gevolge van een abnormale, gesynchroniseerde ontlading van zenuwcellen (neuronen) in de hersenen die zorgt voor herhaaldelijke tonisch-clonische aanvallen. Naast het kenmerkende schokken en de verkramping van de ledematen wordt bij een typisch convulsief epileptisch insult vaak ook een verlies van bewustzijn, tongbeet en urineverlies gevolgd door een herstelperiode waarin de patiënt erg vermoeid is.

## Convulsies bij overige aandoeningen
Een convulsie wordt ook gezien na een elektrisch trauma, zoals een schok. Ook komen convulsies voor bij niet-epileptische insulten, zoals insulten ten gevolge van drugoverdosis, alcoholderving, hoofdtrauma, eclampsie, vergiftiging, hypoglycemie, beroerte (CVA), hersengezwellen, herseninfecties, tekort aan zuurstof en als koortsstuip.